# Tympanogaster dorrigoensis
Tympanogaster dorrigoensis är en skalbaggsart som beskrevs av Perkins 2006. Tympanogaster dorrigoensis ingår i släktet Tympanogaster och familjen vattenbrynsbaggar. Inga underarter finns listade i Catalogue of Life.